# 碘镓灯
碘镓灯（又稱：曬版燈），是金属卤素灯的一种，由高纯度石英管材制造而成，石英管材内充入了含有镓的碘化物，钨电极通过钼带密封后形成电路，并以金属灯头或带引线的陶瓷灯头作为末端，上世纪80年代末，碘镓灯替代了原来使用高压汞灯、镝灯和氙灯晒版的历史，是合适的晒版光源。

## 工作原理
碘镓灯内添加有碘化镓（注：在未使用的灯管里可以清晰地看到黄色碘化镓固体物附着在管壁上），当晒版机接通电源后，在灯管两端产生上千伏的瞬时高压，在放电电弧的高温区域中，靠碘化镓的循环作用，向电弧不断地提供碘镓蒸气，特别是镓在蓝紫光区域辐射较强的特征光谱，占可见光的67％，光谱线在3000A至4500A范围内有丰富的辐射，峰值谱线为4200A；碘镓灯具有光谱稳定、晒版时间短、使用寿命长、耗电少等优点。

## 分类
碘镓灯按触发速度可分为快启和慢启两种：快启能在灯管触发后，瞬时发出稳定、高强度的晒版所需的蓝紫光谱。慢启是在灯管触发大约50秒之后才能达到稳定状态 。